# 五百石駅
五百石駅（ごひゃくこくえき）は、富山県中新川郡立山町前沢にある富山地方鉄道立山線の駅である。駅番号はT46。案内などでは「ごひゃっこく」と読まれることもある。
立山線では起点の寺田駅から千垣駅までと終点立山駅の計12もの駅が属する立山町の中心部にある駅で、特急も停車する。
1983年8月下旬頃までは立山駅まで夏ダイヤ時限定で延長運転していた特急「北アルプス」や、2025年4月まで運行されていた快速急行も停車していた。

## 歴史

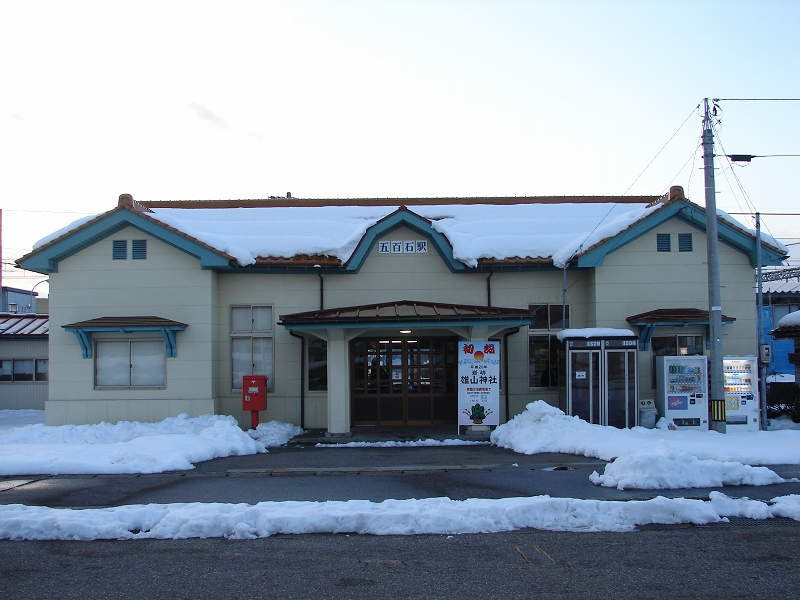
旧駅舎（2008年3月）

1913年（大正2年）6月25日、当時の五百石町に五百石駅として開業。富山県で中越鉄道、官営北陸本線に次ぐ2番目の鉄道路線として、立山軽便鉄道が滑川駅から上市駅を経て当駅までを開通させたのに伴い、その終着駅として当駅は誕生した。立山軽便鉄道はその名のとおり軌間が762 mmの軽便鉄道であった。
立山軽便鉄道は1917年（大正6年）に立山鉄道に改称、1921年（大正10年）、当駅から旧立山駅までを開通。1931年（昭和6年）立山鉄道は富山電気鉄道に合併となり、この駅も富山電気鉄道の駅となる。
1931年（昭和6年）に富山電気鉄道は当駅を移転の上、富山田地方駅（現在の電鉄富山駅と稲荷町駅の間にあった駅）から上市口駅までと寺田駅から当駅までを開通させた。これにより当駅から上市口駅までは支線の扱いとなり、当駅と上市口駅の間を往復する列車が運行されるのみとなり1932年（昭和7年）12月21日に廃線となった。
1936年（昭和11年）には当駅から旧立山駅までが1067 mmへ改軌の上、電化される。また1943年（昭和18年）1月1日には陸上交通事業調整法による富山県内各社の合併により当駅も富山地方鉄道の駅となった。その後、当駅は1959年（昭和34年）1月にいったん立山町駅に改称となったのち、1970年（昭和45年）7月に五百石駅に戻され、現在に至っている。

### 駅名の由来
駅誕生時の周辺町名である五百石町から。また五百石町の名は、文政時代に「朽木兵左衛門」が開墾し、出來した石高（五百石）に由来する。。

### 年表
- 1913年（大正2年）6月25日：立山軽便鉄道の滑川駅から上市駅をへて当駅までの開通に伴い五百石駅として開業する。
- 1917年（大正6年）：立山軽便鉄道が立山鉄道に改称となる。
- 1921年（大正10年）
  - 3月19日：立山鉄道が当駅から旧立山駅までを開通させる。
  - 9月26日：暴風にて駅構内の貨車が押し流されて本線を暴走。脱線転覆[3]。
- 1931年（昭和6年）
  - 3月20日：富山電気鉄道が立山鉄道を合併し富山電気鉄道の駅となる。
  - 8月15日：富山電気鉄道が当駅を移転の上、富山田地方駅（現在の電鉄富山駅と稲荷町駅の間にあった駅）から上市口駅までと寺田駅から当駅までを開通。
- 1932年（昭和7年）12月21日：当駅から上市口駅までが廃止。
- 1936年（昭和11年）8月18日：当駅から旧立山駅までが1067 mmへ改軌の上電化される。
- 1943年（昭和18年）1月1日：陸上交通事業調整法により富山地方鉄道の駅となる。
- 1959年（昭和34年）1月1日：立山町駅に改称[4]。
- 1970年（昭和45年）7月1日：五百石駅に改称[5]。
- 1984年（昭和59年）3月：駅前広場が完成[6]。
- 1987年（昭和62年）9月18日：連絡運輸廃止[7]。
- 1994年（平成6年）4月6日：東口と西口を繋ぐ地下道と西口広場が完成[8]。
- 2011年（平成23年）3月7日：駅舎のリニューアル工事開始[9]。約98年間の歴史を持った旧駅舎は取り壊され、3月23日に起工式に着手した（当初の仮称は「元気創造館」）[10]。
- 2012年（平成24年）6月1日：「立山町元気交流ステーション（みらいぶ）」として、図書館等を統合した上で駅舎をリニューアル[11]。
- 2013年（平成25年）6月8日：同月30日まで、立山軽便鉄道開通100周年イベントを立山町元気交流ステーションで実施[12]。

## 駅構造

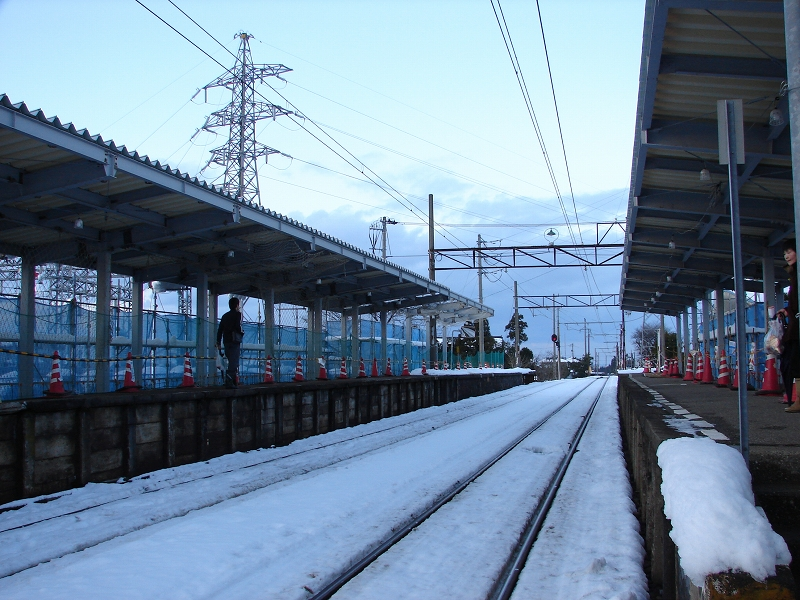
ホーム（2008年3月）

駅舎から少しはなれて相対式ホーム2面2線のある地上駅で列車同士の行き違いが可能。立山線の寺田駅から岩峅寺駅までの間では、この駅のみ列車同士の行き違いができることになる。各ホームと駅舎とが、構内踏切で結ばれているほか、駅舎西側には地下道で連絡している。
この駅は立山町の中心部にあるため乗降客が多く、業務委託駅となっている。2020年時点で、6時50分 - 20時00分まで駅員が配置されているほか、ICカード専用改札機も設置されている。

### のりば
| のりば | 路線    | 方向 | 行先                            |
| ------ | ------- | ---- | ------------------------------- |
| 1      | ■立山線 | 上り | 寺田・（■本線経由）電鉄富山方面 |
| 2      | ■立山線 | 下り | 岩峅寺・立山駅方面              |

### 駅舎
現駅舎は、立山町立立山図書館、交流施設等、各種社会機能を統合した立山町「元気交流ステーション」愛称「みらいぶ」内にあり、2012年（平成24年）5月31に完工された。本来は2011年12月末竣工、2012年3月中に供用開始予定であったが、東日本大震災の影響により工事が遅れ2度延期された。
旧駅舎は、1913年（大正2年）築の1階建て木造駅舎で、左右対称のデザインを持っていた。洋風だが瓦葺の屋根を持つ駅舎であった。駅舎の内部には広い待合所と出札口や改札のほか、自動券売機が設置されていた。台風時の強風で外の大木が折れ、そのまま駅舎に倒れこみ、駅舎が半壊したことがある。

## 利用状況
「富山県統計年鑑」及び「統計たてやま2020」によると、2019年度の1日平均乗降人員は827人である。
近年の1日平均乗降人員は以下の通り。
| 年度   | 1日平均 乗降人員 |
| ------ | ---------------- |
| 1995年 | 1,323            |
| 1996年 | 1,276            |
| 1997年 | 1,177            |
| 1998年 | 1,116            |
| 1999年 | 1,031            |
| 2000年 | 983              |
| 2001年 | 928              |
| 2002年 | 937              |
| 2003年 | 900              |
| 2004年 | 861              |
| 2005年 | 908              |
| 2006年 | 914              |
| 2007年 | 903              |
| 2008年 | 868              |
| 2009年 | 829              |
| 2010年 | 850              |
| 2011年 | 853              |
| 2012年 | 870              |
| 2013年 | 831              |
| 2014年 | 847              |
| 2015年 | 872              |
| 2016年 | 886              |
| 2017年 | 902              |
| 2018年 | 858              |
| 2019年 | 827              |
| 2020年 | 707              |
| 2021年 | 709              |
| 2022年 | 723              |
| 2023年 | 710              |

## 駅周辺
立山町の中心部にある駅で、特に駅の東側が賑やかな市街地となっている。立山町の中心駅として駅前にはロータリーやタクシー乗り場、大型の駐車場が整備されており、バスなども発着する。
立山町の市街地はこの駅の附近から隣の榎町駅周辺まで、この富山地方鉄道立山線の線路沿いに長く続いており、複数の銀行や商店などもある。立山町の役場はこの駅の南西側、線路に程近いところにあり、この駅からは直線距離にして300メートルもないくらいの距離である。
この駅の東側およそ1キロメートルほどのところには北陸自動車道が走っている。また駅を出てすぐ左手には立山製紙の大規模な工場がある。
- 立山町役場
- 立山町民会館
- 富山県立雄山高等学校
- 立山郵便局
- 立山町消防本部立山町消防署
- 環境省中部地方環境事務所立山管理官事務所
- 富山県立山土木事務所
- 上市警察署立山町交番
- 五百石天満社 - 立山町指定文化財あり。
- 立山町立高野小学校

## 隣の駅
富山地方鉄道
■立山線
■アルペン特急
通過
■特急
寺田駅 (T08) - 五百石駅 (T46) - 岩峅寺駅 (T51)
■普通
田添駅 (T45) - 五百石駅 (T46) - 榎町駅 (T47)